# Federação Mato-Grossense de Futebol
A Federação Mato-Grossense de Futebol é a entidade que controla o esporte no estado de Mato Grosso e representa os clubes mato-grossenses na CBF. É a 2° federação de maior destaque futebolístico no Centro Oeste na atualidade.
A FMF organiza o Campeonato Mato-Grossense de Futebol desde 1943.

## Competições
A FMF é a organizadora e responsável pelas seguintes competições:
- Campeonato Matogrossense de Futebol
  - Campeonato Matogrossense de Futebol - 1ª Divisão
  - Campeonato Matogrossense de Futebol - 2ª Divisão
    - Divisões de Base

  - Campeonato Matogrossense de Futebol Sub-19
  - Campeonato Matogrossense de Futebol Sub-17
  - Campeonato Matogrossense de Futebol Sub-15
    - Feminino

  - Campeonato Matogrossense de Futebol Feminino
- Copa FMF

## Ranking da CBF

### Ranking dos clubes
Posição dos clubes matogrossenses no Ranking da CBF. (Ranking atualizado em 1 de março de 2021)
| Posição | Clube              | Pontos | Brasileiro 2021 |
| ------- | ------------------ | ------ | --------------- |
| 28º     | Cuiabá             | 5.679  | Série A         |
| 48°     | Luverdense         | 2.521  | -               |
| 80º     | Sinop              | 920    | -               |
| 94º     | União Rondonópolis | 681    | Série D         |
| 134º    | Operário VG        | 355    | -               |
| 180°    | Dom Bosco          | 203    | -               |
| 215°    | Mixto              | 100    | -               |
| 223º    | AA Araguaia        | 51     | -               |

### Ranking das federações
| Pos. | Pontos | Ano  |
| ---- | ------ | ---- |
| 12º  | 10.510 | 2021 |
| 13º  | 9.100  | 2020 |
| 13º  | 9.065  | 2019 |